# エネウ・アラミレウ
エネウ・アラミレウ（Yenew Alamirew , 1990年5月27日 - ）は、エチオピアの陸上選手。専門は長距離走・クロスカントリー。2012年ロンドンオリンピックの男子5000mエチオピア代表。

## 経歴
2011年、ダイヤモンドリーグ・ドーハの男子3000m歴代9位となる7分27秒26の好記録を出して優勝し世界的に注目を浴びた。2012年7月にはダイヤモンドリーグ･パリ5000mで12分48秒77の記録をマークし、ロンドンオリンピックのエチオピア代表に選出される。ロンドンオリンピックではメダル候補にあげられていたが12位に終わる。
2013年8月にモスクワで行われた世界選手権のエチオピア代表に同種目で選出され、メダルが期待されるも9位に終わる。同年のダイヤモンドリーグ5000mはローマ、ローザンヌ、ブリュッセルの3勝を上げて種目別年間王者に輝いた。
5000mのベスト記録12分48秒77は2013年9月8日現在で世界歴代10位にランクインしている。

## 自己記録
- 3000m - 7分27秒26（2011年5月）
- 5000m - 12分48秒77（2012年7月）